# NASA Twins Study

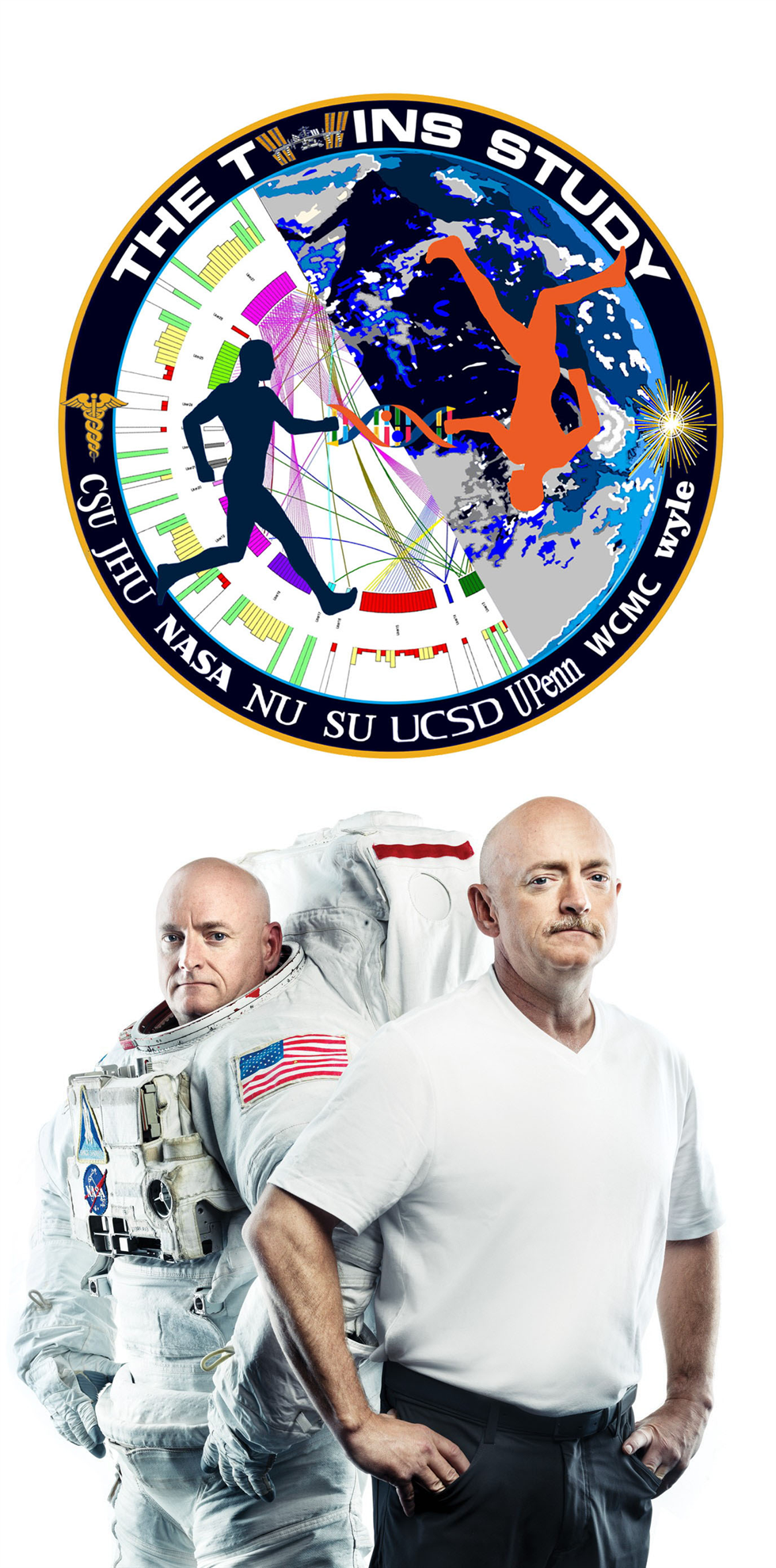
Scott (links) und Mark Kelly, darüber das Missionslogo

Die NASA Twins Study (dt. „NASA-Zwillingsstudie“) war ein Forschungsprojekt des Human Research Program der NASA in den Jahren 2015–2016. Das HRP sucht nach Informationen, Methoden und Technologien, um die Überlebensfähigkeit und Gesunderhaltung von Menschen im All zu verbessern.

## Zweck und Durchführung
Speziell über den Langzeit-Aufenthalt im All – unabdingbar für künftige Missionen – gibt es wenig Erkenntnisse. Bis in die 2000er Jahre hatten nur sechs Menschen länger als 300 Tage im All verbracht. Deshalb wurde twins study an den zu diesem Zeitpunkt 50-jährigen eineiigen Zwillingen Scott Kelly und Mark Kelly durchgeführt, beides erfahrene Astronauten. Scott verbrachte 340 Tage auf der ISS, sein Bruder blieb auf der Erde. Bei beiden wurde vor, während, und 6 Monate nach Scotts Mission hunderte von Blut-, Urin- und Stuhlproben abgenommen, Körperfunktionen gemessen sowie Ultraschallbilder und die Ergebnisse kognitiver Tests erhoben.

## Ergebnisse
Die Ergebnisse wurden 2019 im Magazin Science veröffentlicht. Sie sind naturgemäß komplex. Die insgesamt 84 wissenschaftlichen Autoren und die Infografiken der NASA fassen sie unter zehn Schlagworten zusammen, die in der modernen Biologie gängig sind und eine umfassende Analyse (etwa des gesamten Proteoms) suggerieren (tatsächlich wurden jeweils nur einzelne Parameter herausgegriffen).
Wesentliche Ergebnisse:
1. Kognition: Scott löste die Testaufgaben im Weltraum tendenziell besser als auf der Erde, jedoch schlechter nach dem Stress der Landung, und auch noch 6 Monate danach.
2. Biochemie: Scotts Körpergewicht sank im Weltraum und normalisierte sich nach der Landung.
3. Proteomik: Sein Körperwasser verteilte sich um; in den Augen bildeten sich reversible, die Sehfähigkeit störende Schwellungen.
4. Telomere: Die Telomere wurden im Weltall deutlich länger, nach der Landung wieder kürzer, und blieben kürzer bis zum Ende der Studie.
5. Genexpression: Hier gab es bleibende Unterschiede, der aktive Astronaut erlitt messbar mehr DNA-Schäden durch ionisierende Strahlung als sein Bruder. Die auf dem Flug gemessene effektive Dosis betrug 146 mSv.
6. Epigenomics: Die Methylierung der DNA war dagegen in beiden Versuchspersonen gleich stark ausgeprägt.
7. Metabolom: Scotts Halsschlagaderwand wurde dicker, als Ausdruck einer Entzündung.
8. Integrierte -omics: Auch die Laborwerte wiesen auf eine unspezifische Entzündungsreaktion hin.
9. Immunologie: Die T-Zellen reagierten auf eine Grippeimpfung im Weltraum ebenso wie auf der Erde.
10. Mikrobiom: Die Darmflora der beiden Brüder war konstant unterschiedlich, im Weltraum veränderte sie sich kaum.

Da Interventions- und Kontrollgruppen der Studie aus nur je einer Person bestanden, sind Aussagen zur Kausalität nicht möglich – jeder einzelne Unterschied zwischen beiden könnte auch zufällig sein. Dennoch sehen die Autoren ihre Studie als wertvollen Beitrag zur Hypothesenbildung.
Die Forscher ziehen das Fazit, dass die Veränderungen im menschlichen Organismus während langer Raumflüge beherrschbar seien, zumal sie sich meist schnell zurückbildeten. Allerdings gab es Parameter, die sich bis zum Ende der Studie bei dem zurückgekehrten Astronauten nicht normalisiert hatten, namentlich die strahleninduzierten Mutationen, die Verkürzung der Telomere mit der Gefahr einer vorzeitigen Alterung, und die kognitive Funktion, was bei künftigen Missionen beachtet werden müsse.